# Palazzo d'Inverno
Il Palazzo d'Inverno (in russo Зимний дворец?, Zimnij dvorec), sorge sul lungoneva del Palazzo, fra la riva del fiume Neva e la Piazza del Palazzo a San Pietroburgo, in Russia. Fu costruito tra il 1730 e il 1837 su progetto dell'architetto italiano Bartolomeo Rastrelli come residenza invernale degli zar.

## Storia

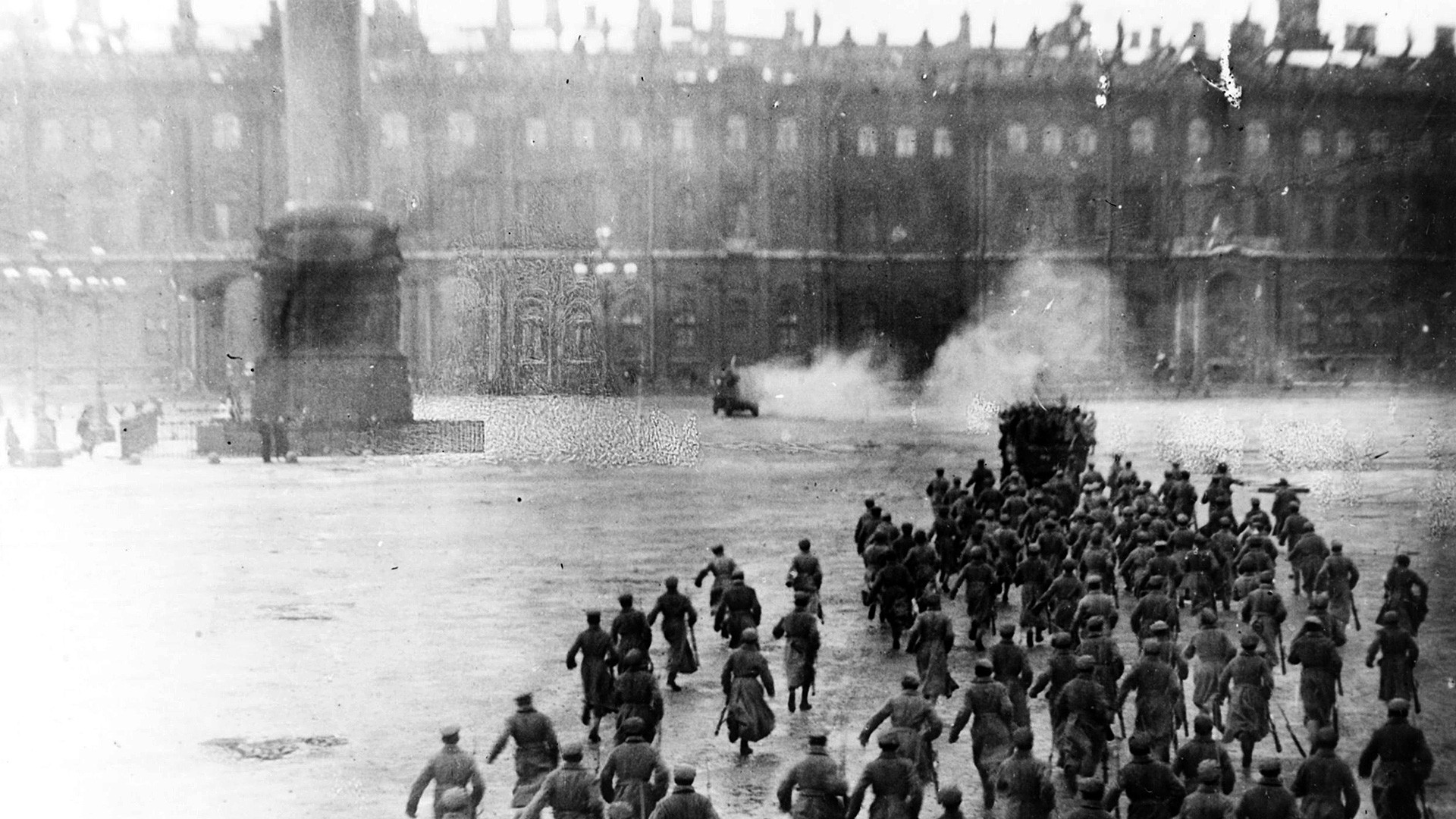
La presa del Palazzo d'Inverno durante la Rivoluzione russa del 1917, nella ricostruzione del film Ottobre.

Il Palazzo d'Inverno fu dal 1732 al 1917 la residenza ufficiale degli Zar di Russia. Situato tra il palazzo della Banca e la piazza principale del palazzo, adiacente al sito ove sorse l'originario palazzo d'inverno fatto costruire da Pietro il Grande, l'attuale (il quarto) palazzo d'inverno venne costruito con continui lavori dal 1730 al 1837, quando venne danneggiato gravemente da un incendio e prontamente ricostruito. Il palazzo divenne durante la Rivoluzione russa del 1917 uno dei simboli più importanti dell'oppressione del regime assolutistico zarista.
Il palazzo venne costruito con una struttura monumentale, quasi a rappresentare in scala la magnificenza e il potere mitico che aveva l'Impero russo. Da questo palazzo lo Zar, autocrate di tutte le Russie, governava quasi 22.400.000 chilometri quadrati di territorio (circa un sesto delle terre emerse al mondo), con un totale di 176.400.000 abitanti. L'attuale palazzo venne disegnato da diversi architetti, di cui il più notabile fu indubbiamente Bartolomeo Rastrelli, che inaugurò il termine di Barocco elisabettiano per i lavori che svolse proprio qui per conto della zarina Elisabetta di Russia. Il palazzo ha la forma di un rettangolo bianco e verde e si è calcolato che esso dispone di 1.786 porte, 1.945 finestre, 1.500 stanze e 117 armadi. La ricostruzione del 1837 lasciò gli esterni illesi, ma gran parte degli interni vennero ridisegnati con varietà di gusti e stili, lasciando che però a prevalere fosse un recupero di stile Rococò, seguendo il progetto del Rastrelli».
Nel 1905, il palazzo fu teatro del massacro della "Domenica di sangue", e da questa data la famiglia imperiale prescelse di vivere prevalentemente nel Palazzo di Alessandro a Carskoe Selo, ritornando al Palazzo d'Inverno solo in rare occasioni. A seguito della rivoluzione di febbraio del 1917, il palazzo divenne per un breve periodo sede del governo provvisorio russo, retto da Aleksandr Kerenskij. Successivamente, il palazzo venne occupato dalle guardie rosse dando il via alla nascita del potere sovietico. Restaurato, il palazzo è parte del complesso di costruzioni che costituiscono il Museo dell'Ermitage.

### Il Palazzo d'Inverno di Pietro il Grande (1711-1721)

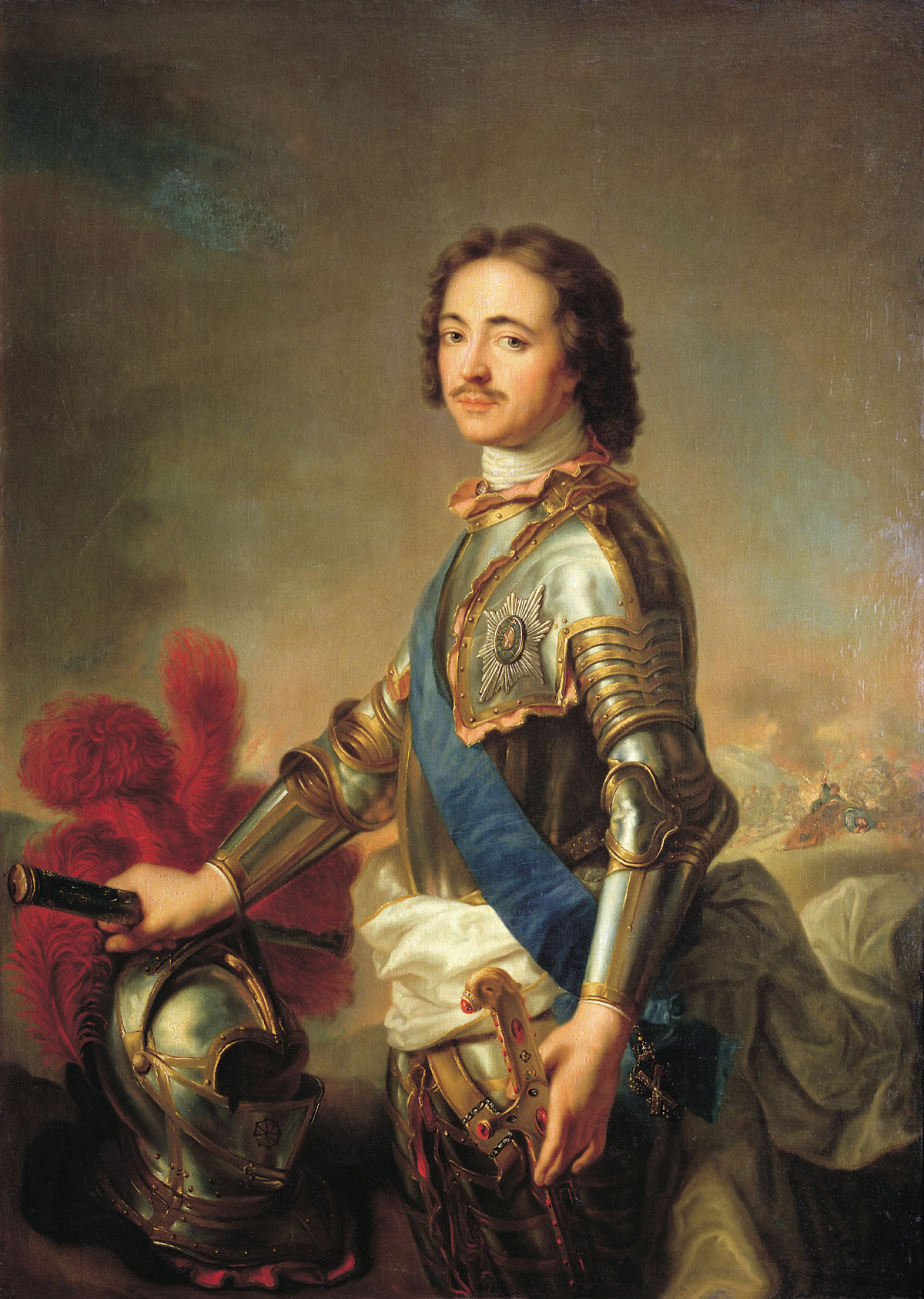
Pietro I detto il Grande che ideò la città di San Pietroburgo come sua nuova capitale e che ivi pose il primo complesso di quello che sarebbe poi divenuto il Palazzo d'Inverno che nel ventunesimo secolo possiamo ammirare.

Nel 1703, Pietro I di Russia incominciò la propria politica di occidentalizzazione ed espansione, intenzionato a trasformare lo Zarato di Russia in un vero e proprio impero d'impostazione moderna, facendo di esso la maggiore delle potenze europee. Questa politica culminò certamente con la nuova città dello Zar, San Pietroburgo, proprio in quello stesso 1703. La cultura e il disegno della nuova città era intenzionale per controbattere alla classica influenza bizantina dell'architettura russa sino a quel momento, introducendo uno stile nuovo definito Barocco petrino che caratterizzò anche la costruzione del suo nuovo palazzo di residenza. La prima residenza reale venne costruita nel 1704 sulle rive del fiume Neva e prese il nome di "Domik Petra". Nel 1711 essa venne spostata all'imbarcadero Petrovskaya, dove rimane tuttora. Quando i tempi furono maturi, lo Zar decise la costruzione di una casa più grande che andò a formare il primo nucleo del Palazzo d'Inverno (1711-1712). Questa casa venne progettata da Domenico Trezzini.
Il XVIII secolo fu un periodo di grande sviluppo per l'architettura regia d'Europa, come risposta al bisogno di abbandonare sempre più le medioevali residenze fortificate a vantaggio di splendidi palazzi ove accogliere la corte e il sovrano elegantemente. Questo processo, che ebbe inizio alla fine del XVI secolo, si accelerò e il più grande risultato ne fu indubbiamente il Palazzo di Versailles fatto erigere da Luigi XIV di Francia, completato in gran parte nel 1710, che sarà da modello a tutte le altre residenze di sovrani in Europa e nel mondo. Però Pietro I era intenzionato addirittura a superare la stessa Versailles.
Il primo Palazzo d'Inverno era una modesta costruzione di due piani e una soffitta. Le memorie dell'epoca, però, ci narrano che Pietro I si era stancato della costruzione e nel 1721 diede ordine di costruire una nuova versione del palazzo, su progetto e sotto la direzione dell'architetto Georg Mattarnovi. Il palazzo progettato da Mattarnovi era molto modesto comparato ad altri palazzi d'Europa, ma disponeva di raffinatezze nuove per l'epoca. Fu qui che Pietro il Grande morì nel 1725.
Il Palazzo d'Inverno, però, non era certo l'unico palazzo signorile in una città per l'epoca "infinita" come San Pietroburgo, in quanto lo stesso Zar aveva ordinato che tutti i nobili di Russia si premurassero di costruire nella nuova capitale splendidi palazzi che la adornassero, con l'obbligo di trascorrervi almeno sei mesi all'anno. Questa fu una disposizione molto impopolare in quanto San Pietroburgo era ancora in molte sue parti una palude, poco soleggiata, che male si adattava alla residenza. Malgrado questo, in breve tempo la città divenne uno dei centri culturali più attivi di tutta la Russia, in particolare sotto il governo della Zarina Caterina I di Russia, moglie di Pietro I e suo successore al trono imperiale.
Alla costruzione del nuovo palazzo, inoltre, collaborarono anche degli schiavi, in quanto la tratta venne abolita in Russia solo nel 1861, il che però fece procedere velocemente i lavori di costruzione. Si stima che furono circa 200.000 le persone morte durante i venti anni di costruzione della città intera di San Pietroburgo. Un diplomatico del tempo, che già aveva descritto la città come «un villaggio malsano, come le piantagioni delle Indie dell'Ovest», dopo pochi anni descrisse l'abitato come una «meraviglia del mondo, considerevole per la sua magnificenza e per i suoi palazzi». Tra gli altri palazzi costruiti in quest'epoca si ricordano il Palazzo Kikin e il Palazzo Menshikov che sono ancora nel ventunesimo secolo visibili in città.

### Il Palazzo (1725-1855)

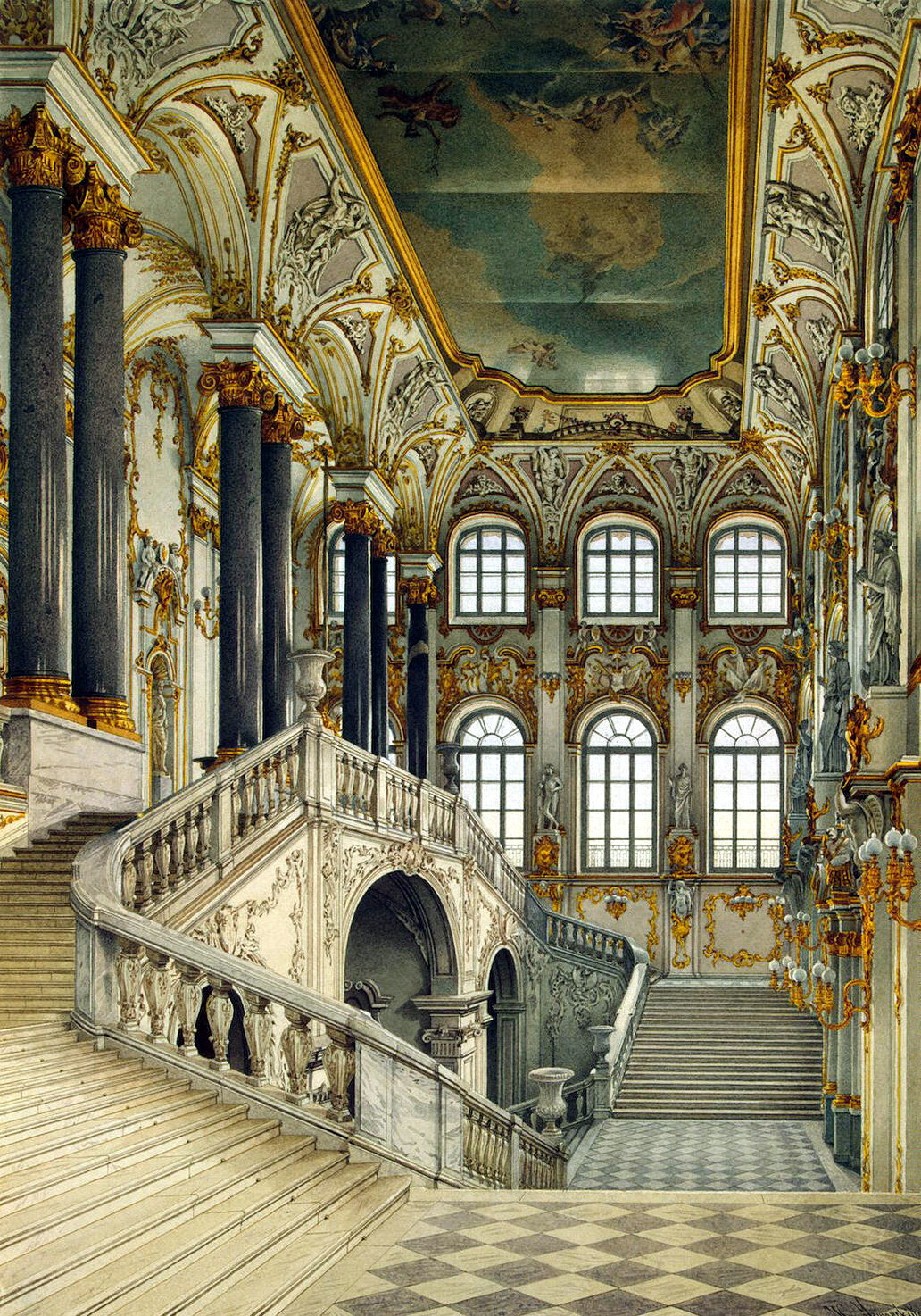
Lo scalone principale.

Alla morte di Pietro il Grande nel 1725, la città di San Pietroburgo era ancora molto lontana dall'essere un grande centro di cultura occidentalizzato come auspicava il suo fondatore. Molti degli aristocratici che erano stati obbligati a prendere residenza qui, lasciarono la città facendo ritorno a Mosca. I lupi infestavano addirittura le vie della città e non di rado si trovavano bande di lavoratori sottopagati aggirarsi e derubare i cittadini.
Dal momento che aveva fatto uccidere suo figlio Alessio, a Pietro I successe sua moglie Caterina alla quale, dopo un regno di soli due anni, successe il nipote Pietro II.
Nel 1727, Pietro II fece nuovamente allargare il palazzo progettato da Mattarnovi su progetto dell'architetto italiano Domenico Trezzini. Trezzini, che aveva disegnato il Palazzo d'Estate nel 1711, era uno dei più grandi esponenti del cosiddetto Barocco petrino, e si trovava ora a dover ridisegnare completamente ed espandere il progetto di Mattarnovi, trasformando l'edificio originario in uno dei due padiglioni terminali del nuovo palazzo imperiale, il terzo Palazzo d'Inverno. Il terzo, come del resto il secondo, venne costruito sempre in stile barocco petrino.
Nel 1728, poco dopo il completamento del terzo palazzo, la corte imperiale lasciò San Pietroburgo per fare ritorno a Mosca e il Palazzo d'Inverno sembrò perdere il suo status di palazzo imperiale ufficiale. Mosca venne nuovamente designata a capitale dello stato russo, ruolo che le era stato tolto nel 1713 proprio a favore di San Pietroburgo. Alla morte di Pietro II nel 1730, il trono passò a sua nipote Anna Ivanovna, Duchessa di Curlandia.

#### Anna (1730-1740)
La nuova Zarina si occupò maggiormente della città di San Pietroburgo rispetto al suo immediato predecessore; ella ristabilì la capitale russa a San Pietroburgo nel 1732, spostando nuovamente la corte al Palazzo d'Inverno, ove rimase ininterrottamente sino al 1918.
Però, quando la Zarina fece ritorno a San Pietroburgo, ignorando quasi il terzo Palazzo d'Inverno, prese residenza nel vicino Palazzo Apraksin. Nel 1732, la Zarina commissionò all'architetto Francesco Bartolomeo Rastrelli di completare la ricostruzione di questo stesso palazzo incorporandovi le case vicine. Esso è nel ventunesimo secolo parte dei complessi del nuovo Palazzo d'Inverno.
La Zarina Anna, sebbene fosse impopolare per la sua epoca, era intenzionata seriamente a portare una ventata di aria nuova nella sua corte. Ella disegnò tra le altre cose personalmente le nuove livree dei servitori imperiali e su suo ordine, la vodka venne rimpiazzata dallo champagne della Borgogna.

#### Elisabetta (1741-1762)
Il piccolo Zar Ivan VI succedette ad Anna nel 1740, ma venne presto deposto in un sanguinoso colpo di Stato dalla Granduchessa Elisabetta di Russia, figlia di Pietro il Grande. Delegando gran parte dei propri poteri ai suoi favoriti, la nuova imperatrice Elisabetta condusse una vita di piacere, guidando la corte al Palazzo d'Inverno in uno "splendore squallido di vizio" come venne descritto dallo storico russo Vasilij Ključevskij.
Durante il regno di Elisabetta, il Rastrelli dovette rivedere l'intero progetto in una scala più colossale, andando a creare l'attuale palazzo. Il veloce completamento dell'opera fu motivo di grande vanto per la Zarina, che fece del palazzo uno dei simboli del potere e del prestigio nazionali. I lavori alla struttura continuarono anche negli anni successivi e anche durante i mesi invernali, rigidissimi nel clima russo. La fabbrica si bloccò solo durante la Guerra dei Sette anni nella quale la Russia venne coinvolta. Malgrado questo vennero riservati 859.555 rubli per la continuazione della costruzione del palazzo, derivando tale somma da una tassa che venne imposta sulle taverne cittadine. I lavoratori, del resto, percepivano uno stipendio mensile di uno solo rublo, il che rese ancora più difficile il completamento dell'opera tanto desiderata dalla Zarina. Il costo finale di questo progetto fu di 2.500.000 rubli. Dal 1759, poco prima della morte di Elisabetta, il Palazzo d'Inverno stava quasi per essere completato in ogni sua parte.

#### Caterina II (1762-1796)

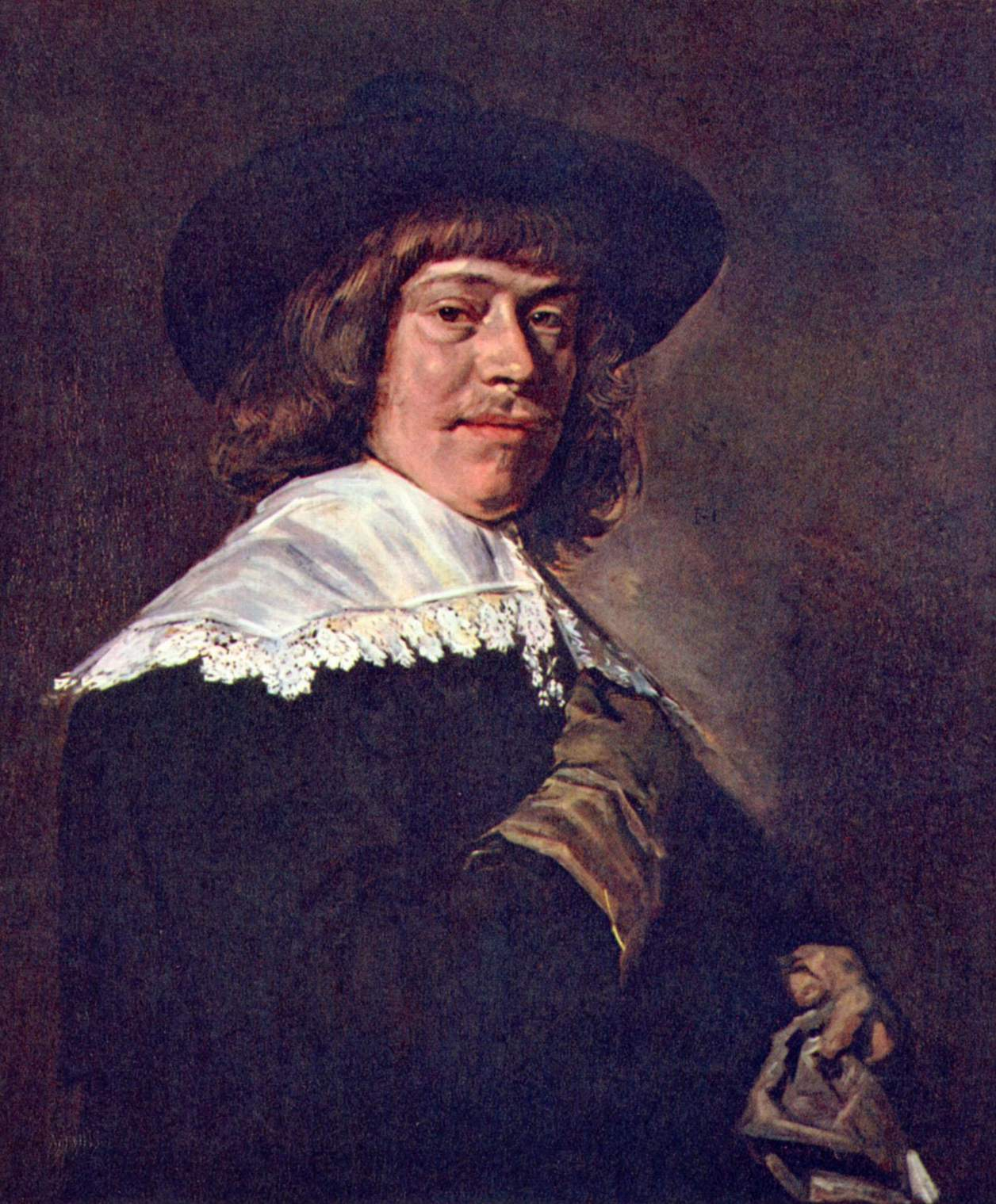
Frans Hals, Ritratto di un giovane uomo che porta un guanto, giunto alla collezione del Palazzo d'Inverno nel 1764.

Fu la Zarina Elisabetta a scegliere la principessa tedesca Sofia di Anhalt-Zerbst come moglie per il suo nipote e successore, Pietro III. Il matrimonio non fu un successo sotto l'aspetto della felicità, ma fu questa principessa che paradossalmente diede un nuovo impulso al Palazzo d'Inverno. A seguito del colpo di Stato che ella portò avanti nel 1762 ai danni del marito (il quale venne detronizzato e assassinato), Caterina II salì al potere.
Il patronato personale che Caterina II instaurò sui progetti degli architetti Starov e Quarenghi vide il palazzo allargarsi ulteriormente e trasformarsi ancora. Nel 1790, Quarenghi ridisegnò cinque sale di stato già definite dal Rastrelli e creò tre grandi saloni che formano ancora la cosiddetta "infilata della Neva", con una magnifica vista proprio su questo fiume che scorre nei pressi del palazzo. Fu Caterina, di fatto, a dare ai tre palazzi che si delineavano in quest'area il nome di "Ermitage", col quale il complesso viene ancora conosciuto e che comprende appunto anche il Palazzo d'Inverno.
Caterina era rimasta personalmente molto colpita dalle opere architettoniche sviluppate dal francese Jean-Baptiste Vallin de la Mothe (che aveva progettato già a San Pietroburgo l'Accademia Imperiale delle Arti) e gli commissionò di farsi carico della nuova opera di ristrutturazione del Palazzo d'Inverno, facendo di esso un luogo adatto a ospitare enormi cerimonie pubbliche di stato.
Ella, inoltre, pose all'interno del palazzo imperiale la grandissima collezione di dipinti che già apparteneva ai suoi predecessori, che ella stessa incrementò, oltre a ospitare nei giardini animali esotici che rallegravano i visitatori e stupivano i curiosi cortigiani.
La collezione d'arte del palazzo associa nel ventunesimo secolo come allora moltissimi quadri in maniera eclettica, puntando spesso molto più alla quantità che alla qualità delle tele, con un effetto di affollamento e nel contempo di grande ricchezza al visitatore. Questo è dovuto al fatto che molto spesso i sovrani acquisivano intere collezioni private. La Zarina Caterina diede personalmente ordine ai suoi ambasciatori a Roma, Parigi, Amsterdam e Londra, di ricercare centinaia di quadri per la sua collezione.

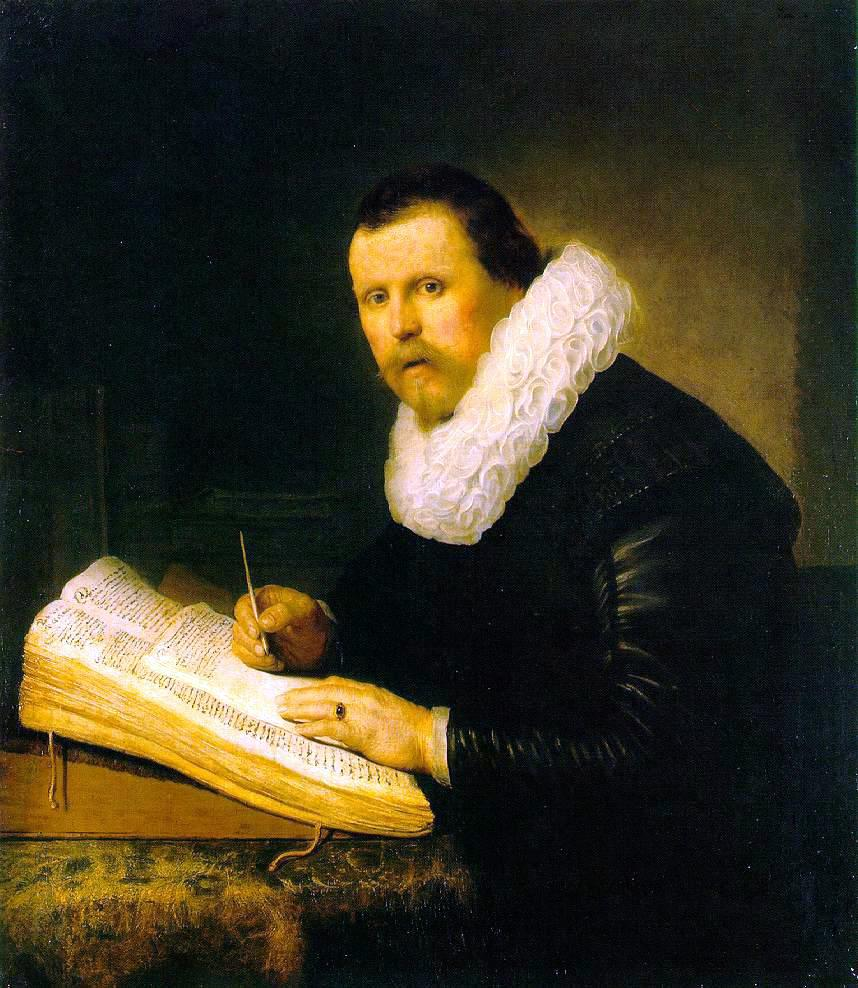
Rembrandt, Ritratto di uno scolaro giunto a San Pietroburgo nel 1769. Il ritratto è uno dei molti Rembrandt presenti nella collezione imperiale.

Seguendo questa moda, tra il 1764 e il 1781 Caterina la Grande acquisì sei grandi collezioni provenienti da parti diverse dell'Europa: la "Johann Ernst Gotzkowsky", la "Heinrich von Brühl", la "Pierre Crozat", la "Horace Walpole", la "Sylvestre-Raphael Baudouin" e infine nel 1787 la "John Lyde-Brown". La grande collezione comprendeva opere anche di grande valore come tele di Rembrandt, Rubens, Tiziano, Raffaello, Tiepolo, van Dyck e Reni. L'acquisizione di 225 quadri dalla collezione Gotzkowsky fu fonte di personale soddisfacimento per Caterina II, la quale era riuscita a strappare per un soffio questa importante collezione al suo rivale Federico II di Prussia che, proprio per i debiti di guerra contratti nello scontro con la Russia, non riuscì a trovare la somma necessaria. In questa collezione si trovavano tra gli altri il quadro dell'olandese Frans Hals "Ritratto di un giovane uomo con un guanto" Nel 1769, la collezione Bruhl portò al Palazzo d'Inverno altri capolavori di Rembrandt quali il Ritratto di uno scolaro o il ritratto di un vecchio in rosso.

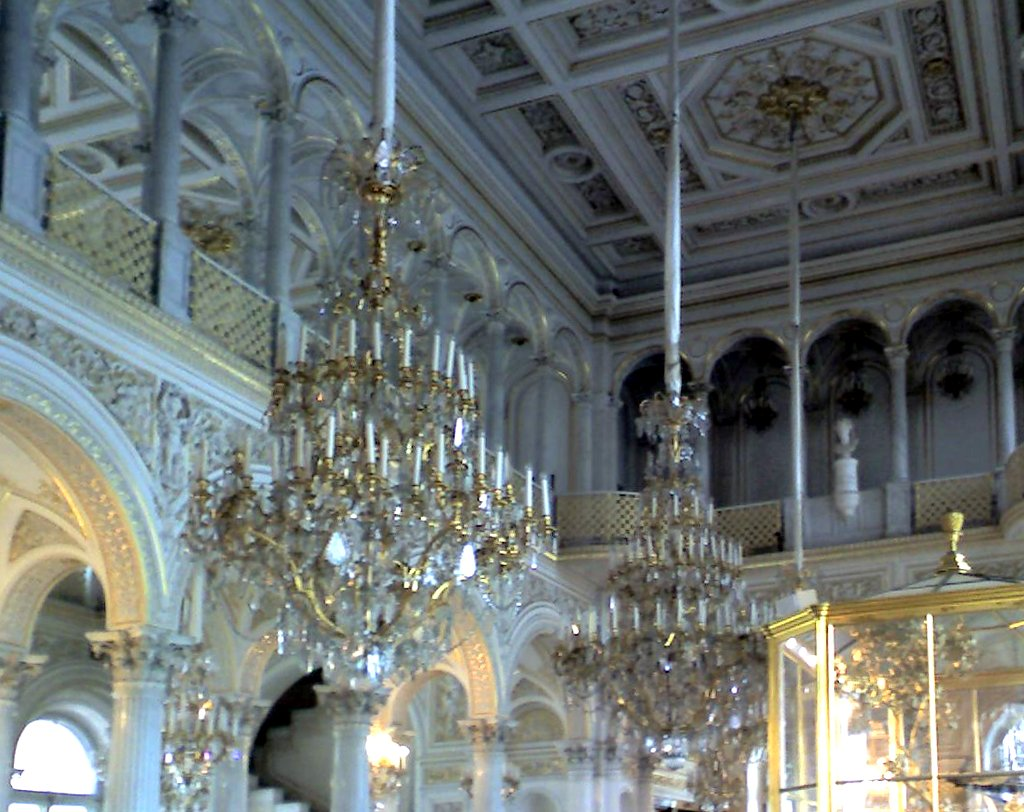
La stanza di Caterina zarina di Russia: lampadari, matronei, stucchi.

Molti aspetti di questa maniacale ricerca di collezionismo da parte di Caterina possono essere ricondotti alla sua voglia di far conoscere la Russia nel mondo e di farla affermare come una potente, ricca e raffinata nazione in grado di imporsi pienamente sullo scenario mondiale.
Con l'allargamento della collezione di Caterina, si rese necessario espandere ulteriormente il palazzo su progetto dell'architetto Yury Velten il quale si occupò di costruire la parte conosciuta come Vecchio Ermitage. Poco dopo Caterina II diede anche ordine a Giacomo Quarenghi di costruire il Teatro dell'Ermitage, teatro di corte che venne completato nel 1787. La costruzione di questa struttura portò però di fatto alla demolizione del Palazzo d'Inverno fatto costruire da Pietro I.
A Caterina va inoltre il merito di aver introdotto alla corte russa le tradizioni derivate dalla Francia e dalla sua splendida corte. La Zarina personalmente disprezzava la Francia, ma più che altro per motivi politici, mentre ne ammirava la cultura e soprattutto la lingua, che fece introdurre anche a palazzo, secondo il costume di molte corti dell'epoca, mentre il russo venne relegato unicamente all'uso verso i servi. L'aristocrazia venne incoraggiata a interessarsi alla filosofia, acquisendo cultura sugli insegnamenti di Molière, Racine e Corneille. I lavori a palazzo nel frattempo continuavano e si può dire che necessitavano solo di un ultimo tocco quando l'imperatrice morì nel 1796.

#### Paolo I, Alessandro I e Nicola I (1796-1855)

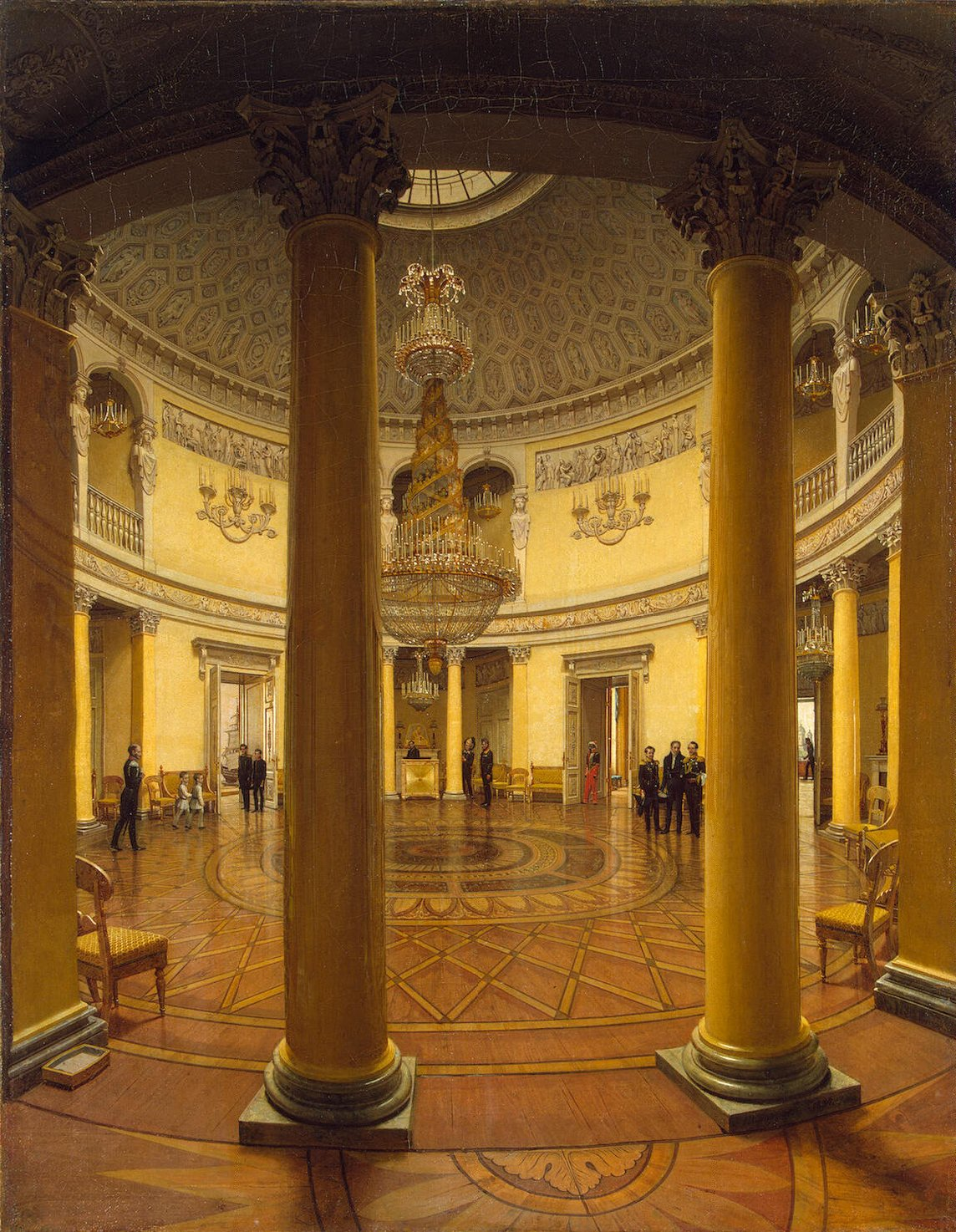
La Rotonda del Palazzo d'Inverno. Questa sala circolare venne costruita all'inizio dell'Ottocento e collegava tra loro le sale private del palazzo, distinguendosi per uno stile neoclassico già adottato in un simile edificio della Reggia di Caserta.

A Caterina la Grande successe il figlio Paolo I. Nei primi giorni del suo regno, il nuovo Zar (come riporta l'ambasciatore inglese), temendo per la propria incolumità visto quanto stava accadendo in Francia proprio in quegli stessi anni, aumentò il numero delle truppe presenti a palazzo. Considerando poco sicuro il Palazzo d'Inverno, preferì far costruire e abitare poi il Castello di San Michele, sempre a San Pietroburgo, una residenza fortificata che lo accolse in buona parte della sua vita, vita che si concluse con il suo assassinio nel 1801. A Paolo I successe il ventiquattrenne figlio Alessandro, che governò lo stato russo durante il caotico periodo delle guerre napoleoniche. Dopo la sconfitta di Napoleone nel 1815, lo stesso Zar pretese il rientro in Russia di molte opere che erano state trafugate durante l'invasione francese a San Pietroburgo, molte tornarono, alcune furono date per disperse. Tra i dipinti che fecero ritorno in patria si ricordano "La deposizione" di Rembrandt e quattro sculture di Antonio Canova.
Ad Alessandro I successe nel 1825 suo fratello Nicola I. Lo Zar Nicola fu colui che di fatto si preoccupò della restaurazione del palazzo, dopo che un tremendo incendio lo distrusse quasi completamente nel 1837.

## Architettura

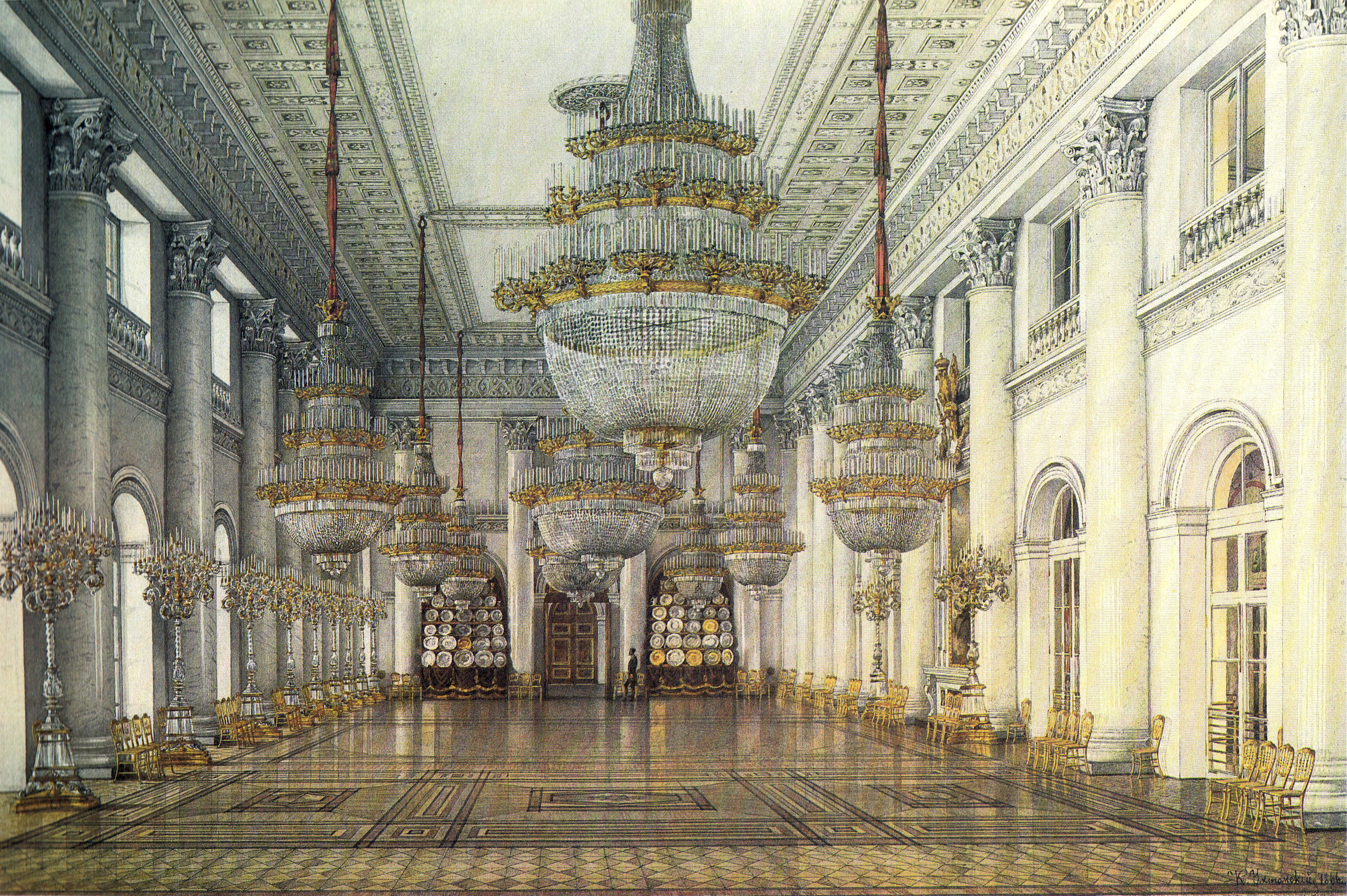
La Sala di Nicola che è la principale sala di ricevimento del palazzo, al centro dell'"infilata della Neva". Questa era la sala in cui avevano luogo i balli di corte.

Una volta completata, la parte esterna del Palazzo d'Inverno era costituita da una grande facciata statuaria e opulenta con numerosi lavori a stucco su finestre e portali, il tutto in stile barocco, il che si poteva dire già terminato nel regno della Zarina Elisabetta di Russia. Le facciate principali, gittanti sulla Piazza del Palazzo e lungo la riva del fiume Neva, erano quelle accessibili e visibili al pubblico. Solo le facciate laterali erano nascoste dietro grandi muri granitici che nascondevano un giardino creato durante il regno di Nicola II. La costruzione era concepita come una città nella città, oltre che come residenza privata con un proprio giardino, così come accadeva a Versailles.
L'architettura del palazzo continuò quindi con il progetto degli interni. Il primo piano, corrispondente al "piano nobile", si distingueva per finestre più alte di quelle del piano superiore. Ciascuna finestra era diviso da quella vicina da un pilastro. La ripetitiva monotonia delle finestre sulle lunghissime facciate, erano interrotte sovente da portici colonnati. Gli unici cambi esterni che vennero apportati di grande evidenza, furono relativi al colore: originariamente (e ancora nel ventunesimo secolo), il colore del palazzo è verde pastello con decorazioni in bianco, mentre dal 1837 al 1946 il palazzo venne dipinto di rosso con decorazioni in bianco.
Internamente il palazzo appare ancora come una commistione di elementi barocchi e neoclassici, anche se solo una parte del rococò del Rastrelli sopravvive in alcune sale, sino a trionfare nella Grande Cappella Imperiale o nello Scalone d'Onore. Lo scalone principale detto anche Scalone Giordano in quanto da questo monumentale scalone la mattina dell'Epifania lo Zar scendeva trionfalmente per la cerimonia della "benedizione delle acque". Esso è una delle parti del palazzo risalenti al XVIII secolo e più precisamente al progetto del Rastrelli, seppure le grandi colonne granitiche vennero aggiunte solo a metà del XIX secolo. Come già detto, i cambi interni delle decorazioni vennero promossi da Caterina II su progetti di Starov e Quarenghi, che alterarono di molto il progetto interno previsto dal Rastrelli.
A Quarenghi venne accreditata l'introduzione dello stile neoclassico a San Pietroburgo. Il suo lavoro, assieme a quello di Karl Ivanovich Rossi e Auguste de Montferrand, trasformò gradualmente San Pietroburgo in una vera e propria "città imperiale". De Montferrand non solo ricreò molti interni di palazzi cittadini in stile neoclassico, ma eresse anche la Colonna di Alessandro nella nuova piazza antistante il palazzo, costruita dal Rossi durante il regno di Nicola I.

### Interni

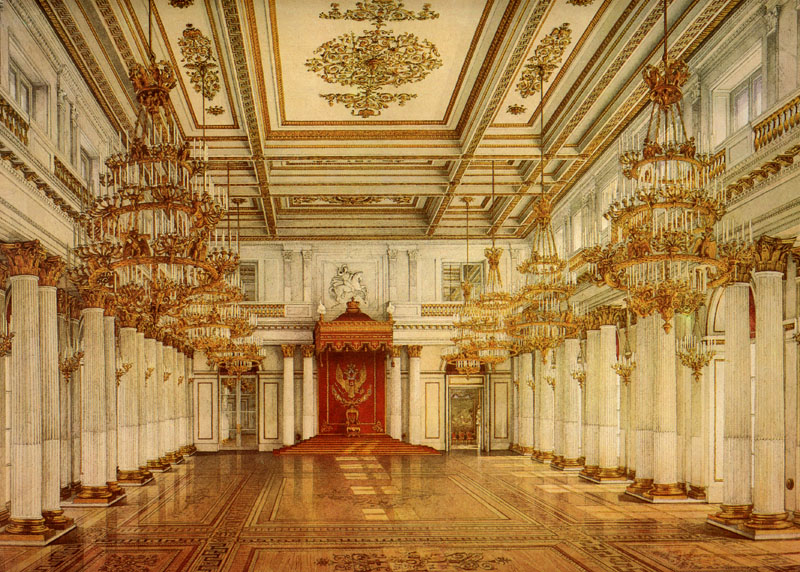
La Sala di San Giorgio

Il Palazzo d'Inverno conteneva 1 057 stanze, 1 786 porte e 1 945 finestre. La facciata principale aveva un'estensione di 500 metri per 100 di larghezza. Il piano terreno accoglieva gli uffici domestici e burocratici, mentre il secondo piano accoglieva gli appartamenti dei cortigiani e degli ufficiali di alto rango. Le stanze principali del palazzo erano occupate dalla Famiglia Imperiale che aveva propri quartieri che comprendevano anche gli appartamenti di stato.
Una suite di rappresentanza venne creata da Caterina II a Sud della Grande Cappella del palazzo tra il 1787 e il 1795, realizzata sempre per opera del Quarenghi, riprogettata quindi per accogliere l'attuale Sala di San Giorgio, che univa il Palazzo d'Inverno con il meno formale palazzo dell'Ermitage che la Zarina tanto prediligeva. Questa stanza venne alterata negli anni venti dell'Ottocento quando venne costruita la Galleria Militare, derivata da una serie di piccole stanze preesistenti, eretta per celebrare la sconfitta di Napoleone da parte delle forze alleate tra cui la Russia. Questa galleria venne creata per volere di Alessandro I su progetto di Carlo Rossi e venne completata nel 1826 sotto Nicola I. Per questa galleria nel 1812 lo Zar commissionò 332 ritratti di generali che avevano contribuito alla sconfitta della Francia. L'artista fu l'inglese George Dawe, che ricevette l'assistenza di Alexander Polyakov e di Wilhelm Golike.
Nicola I fece costruire anche le Gallieri delle Battaglie, che occuparono la porzione centrale della facciata gittante lungo la piazza del palazzo. Queste vennero disegnate da Alexander Briullov per commemorare le vittorie russe prima del 1812. Altre stanze per commemorare le vittorie sulla Francia vennero erette nelle immediate adiacenze.

### L'incendio del 1837

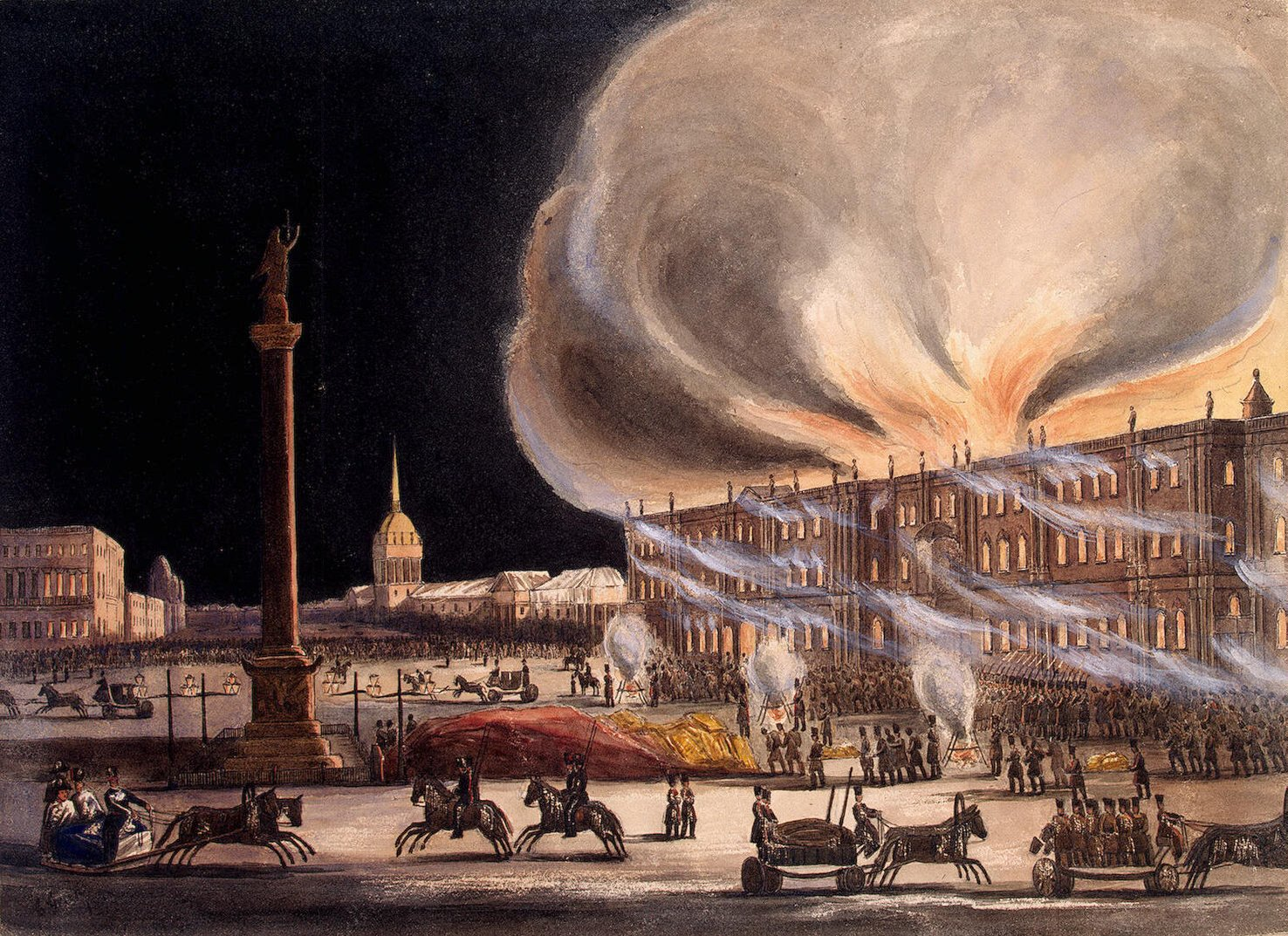
Incendio al Palazzo d'Inverno in un quadro di B. Green

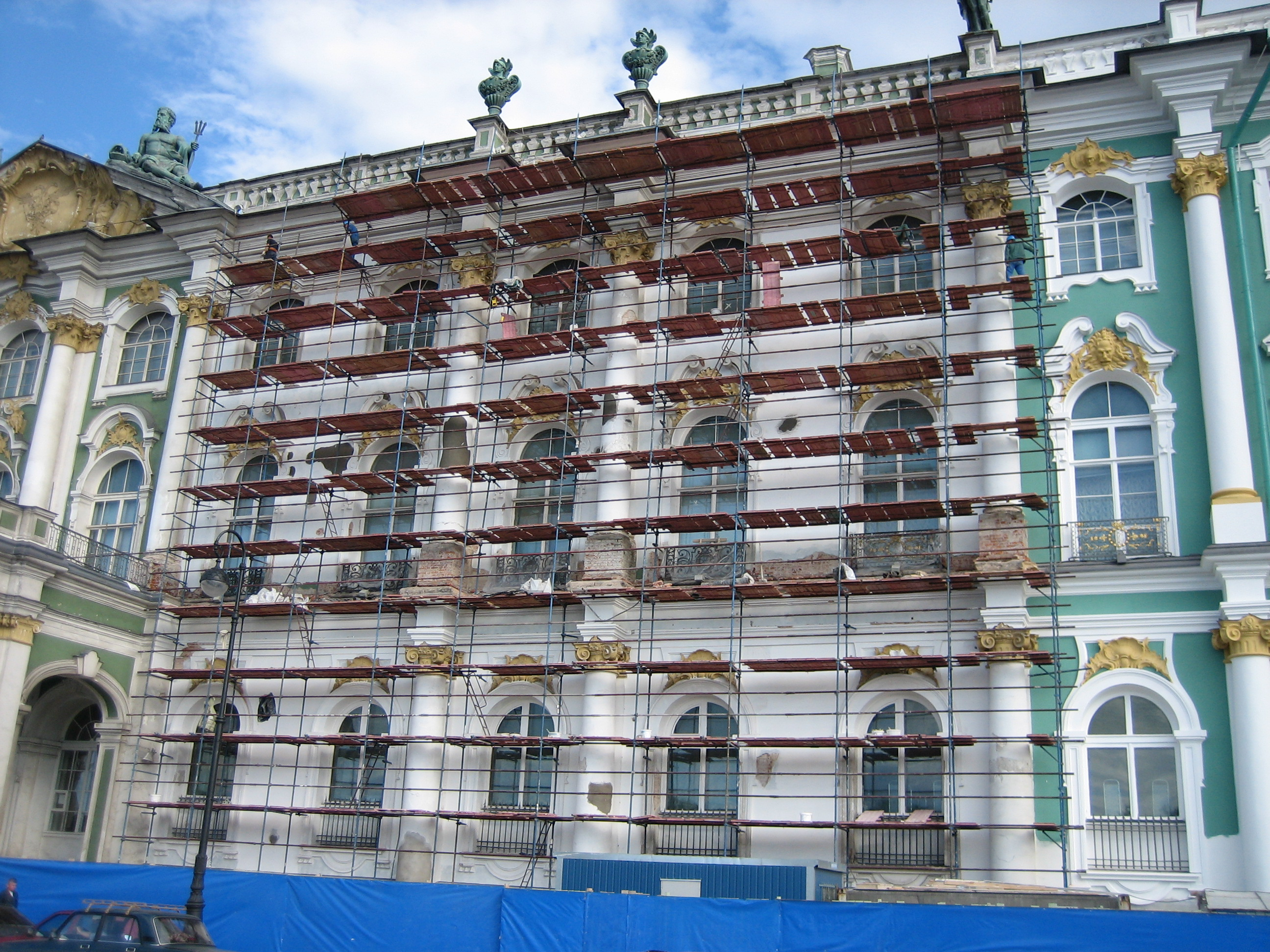
Recente manutenzione al Palazzo d'Inverno

Nel 1833, al De Montferrand venne richiesto di trasformare una serie di piccole stanze preesistenti nella Sala del Feldmaresciallo e la Piccola Sala del Trono. Nel 1837, scoppiò un grande incendio all'interno del palazzo, la cui causa è ancora sconosciuta, ma probabilmente a causa del legno utilizzato in alcune parti del palazzo, a cui proprio il Montferrand stava ponendo rimedio, preferendovi un più solido marmo. Inoltre, nel palazzo, si trovavano lungo le pareti moltissimi camini inutilizzati le cui cappe fungevano però da condotti d'aerazione che spinsero il fuoco sino al tetto della struttura.
Una volta localizzato, il fuoco continuò comunque a espandersi nel palazzo, ma molto più lentamente grazie all'intervento delle guardie e al corpo di servitori agenti a sicurezza dello zar. Gran parte del palazzo andò distrutta, ma quasi ignorando la grandezza dell'edificio, lo Zar ordinò la completa ricostruzione delle aree danneggiate nel giro di un anno, il che fu impossibile ma certo il lavoro richiese meno tempo anche per via delle nuove tecniche di costruzione, che consentirono anche di consolidare la struttura.